# Bagnizeau
Bagnizeau là một xã trong tỉnh Charente-Maritime Charente-Maritime trong vùng Nouvelle-Aquitaine, tây nam nước Pháp. Xã Bagnizeau nằm ở khu vực có độ cao trung bình 49 mét trên mực nước biển.